# Peire Espanhol
Peire Espanhol (1150 circa – 1220 circa) è stato un trovatore limosino, della cui opera poetica ci restano tre cansos, tra cui un'alba religiosa: "Ar levatz sus, francha corteza gans!".
I suoi componimenti poetici sono stati pubblicati, curati e tradotti in francese da Peter T. Ricketts.

## Opere
- Ar levatz sus, franca corteza gens
- Com cel que fon rics per encantamen
- Entre que.m pas e.m vauc per ombr'escura